# خولة المهندي
خولة خليل المهندي ناشطة بيئية وكاتبة عمود بحرينية. تتولى حاليا منصب مدير عام لصرح الميثاق الوطني منذ 2012.

## النشأة والتعليم
حصلت المهندي على شهادة بكالوريوس في علوم الحاسب الآلي وتقنية المعلومات من جامعة البحرين. ثم حصلت على شهادة ماجستير في علوم حماية الطبيعة والسياحة البيئية من جامعة كنت بالمملكة المتحدة.

## المسيرة المهنية
عملت مستشارة بيئية ثم مديرة لمحتوى صرح الميثاق الوطني خلال مراحل تطوير المشروع منذ العام 2006 وتولت مهمات إدارة صرح الميثاق منذ 2010. أصدر ملك البحرين حمد بن عيسى آل خليفة في 13 ديسمبر 2012 مرسوم ملكي رقم 86 لسنة 2012 بتعيينها مدير عام لصرح الميثاق الوطني لمدة أربع سنوات قابلة للتجديد.
في عام 2019 تم تعيينها عضوة في المجلس الأعلى للبيئة لمدة أربع سنوات قابلة للتجديد.
رأست عضوية الجمعيات واللجان الآتية:
- أسست أول جمعية أهلية بالبحرين تعنى بالشأن البيئي.
- أول امرأة خليجية ترأس جمعية غير نسائية.[5]
- رئيسة منتخبة لجمعية أصدقاء البيئة منذ 2000.[6]
- مديرة ومؤسسة برنامج ريم «القادة البيئيين الصغار» منذ العام 2000.
- المنسق العام للتكتل البيئي في البحرين منذ 2004.
- ممثلة المجتمع المدني لمنطقة غرب آسيا ضمن برنامج الأمم المتحدة للبيئة للأعوام 2006 - 2008.
- رئيسة منتخبة لشبكة شبه الجزيرة العربية لخبراء البيئة تحت مظلة اليونسكو منذ 2011.
- ممثلة المنظمات غير الحكومية في اللجنة البحرينية لمواصفة الآيزو للمسئولية المجتمعية ISO26000 محليا والعضو المنتخب عالمياً لمنظمة ما بعد إصدار الآيزو 26000 عالمياً.
- سفيرة المنظمات غير الحكومية للمنظمة العالمية للمسئولية المجتميعة .
- عضوة في الشبكة الخليجية للبيئة.
- الممثلة المنتخبة للمنظمات غير الحكومية العالمية تحت مظلة الأمم المتحدة للبيئية من 2016 الى 2019.
- عضوة بالمنتدى العربي للإعلام البيئي والتنمية والتحالف العربي بشأن تغيُّر المناخ.

أقامت العديد من الحملات البيئية للدفاع عن القضايا البيئية في البحرين:
- «الحملة الوطنية دفاعاً عن النخلة البحرينية» 2005.
- «الحملة الوطنية لإنقاذ ما تبقى من مزارع البحرين» 2008.
- «المسئولية الوطنية في الحفاظ على البيئة» 2011.

قدمت العديد من الأوراق والدراسات البيئية المعتمدة في الكثير من المؤتمرات وورش العمل المتخصصة على المستوى المحلي والإقليمي والدولي من أهمها:
- «الحملة الوطنية للدفاع عما تبقى من مزارع البحرين» لنادي الحدائق بالبحرين 2011.
- «الأمن الغذائي والخطوط الإرشادية لمنظمة الفاو» في جمعية أصدقاء البيئة، البحرين 2012.
- «دور أبين مع وقفة اجتماعية بشأن دور المرأة في إدارة المياه في الأراضي الجافة» في مؤتمر الأمن الغذائي في الدوحة 2012 باللغة الإنجليزية.
- «إحياء نظام الحمى في جزيرة العرب» في ساعة الحكمة بمؤتمر الأمم المتحدة لتغير المناخ في الدوحة 2012 باللغة العربية.
- «الاثار البيئية المترتبة : دروس من الحرب على غزة[8] » ورقة علمية محكمة باللغة الإنجليزية عام 2025
- «الاقتصاد الدائري وتوجهات البحرين" في نويبنار نقاش عالمي حول تحديات التحول إلى الاقتصاد الدائري" عام 2025 باللغة الاتجليزية.

كما كانت تكتب عمود ثابت في صحيفة الوسط البحرينية من 2004 إلى 2016.